# Бургген
Бургген (нім. Burggen) — громада в Німеччині, розташована в землі Баварія. Підпорядковується адміністративному округу Верхня Баварія. Входить до складу району Вайльгайм-Шонгау. Складова частина об'єднання громад Бернбойрен.
Площа — 24,94 км2. Населення становить 1699 ос. (станом на 31 грудня 2020).

## Галерея

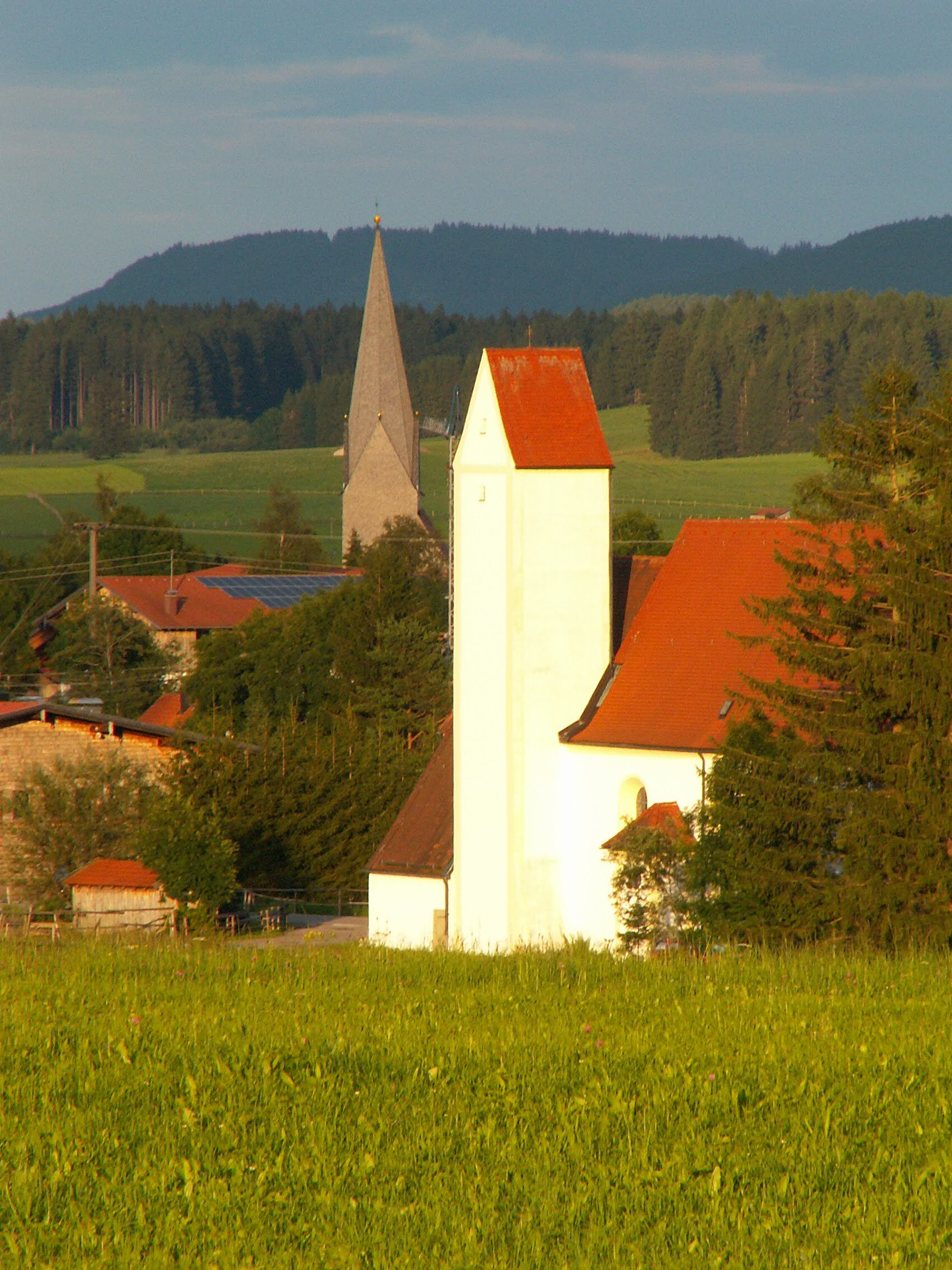